# Sonata per a flauta dolça en la menor (HWV 362)
La Sonata en la menor (HWV 362) fou composta cap al 1712 per Georg Friedrich Händel. Està escrita per a flauta dolça i clavicèmbal (al manuscrit autògraf, una probablement de 1712, detalla aquesta instrumentació en italià: "flauto e cembalo"). L'obra també es coneix com l'Opus 1 núm. 4, i fou publicada el 1732 per Walsh. Altres catàlegs de la música de Händel la tenen referenciada com a HG xxvii,15; i HHA iv/3,21.
Ambdues edicions, la de Walsh i la de Chrysander, detallen que l'obra és per a flauta dolça (recorder), i la van publicar com a Sonata IV.
Una interpretació típica dura aproximadament 11 minuts.

## Moviments
| Núm. | Tipus     | Tonalitat | Mètrica | Compassos | Notes |
| ---- | --------- | --------- | ------- | --------- | --- |
| 1    | Larghetto | La menor  | 3/4     | 50        | Acaba amb un acord en mi major.                                                                               |
| 2    | Allegro   | La menor  | 4/4     | 38        | Té dues seccions (19 i 19 compassos), cadascuna amb signes de repetició.                                      |
| 3    | Adagio    | ?         | 4/4     | 17        | Tot i que no hi ha alteracions en l'armadura, el moviment comença en fa major. Acaba amb un acord en mi major |
| 4    | Allegro   | La menor  | 4/4     | 50        | Té dues seccions (24 i 26 compassos)cadascuna amb signes de repetició. Una versió transposada d'HWV 408.      |

(Els moviments no contenen signes de repetició llevat que s'indiqui. El nombre de compassos està agafat de l'edició de Chrysander, i és el nombre que apareix en el manuscrit, sense incloure signes de repetició.)